# Énencourt-le-Sec
Énencourt-le-Sec là một xã thuộc tỉnh Oise trong vùng Hauts-de-France tây bắc nước Pháp. Xã này nằm ở khu vực có độ cao trung bình 100mét trên mực nước biển.